# Museo delle auto della Polizia di Stato

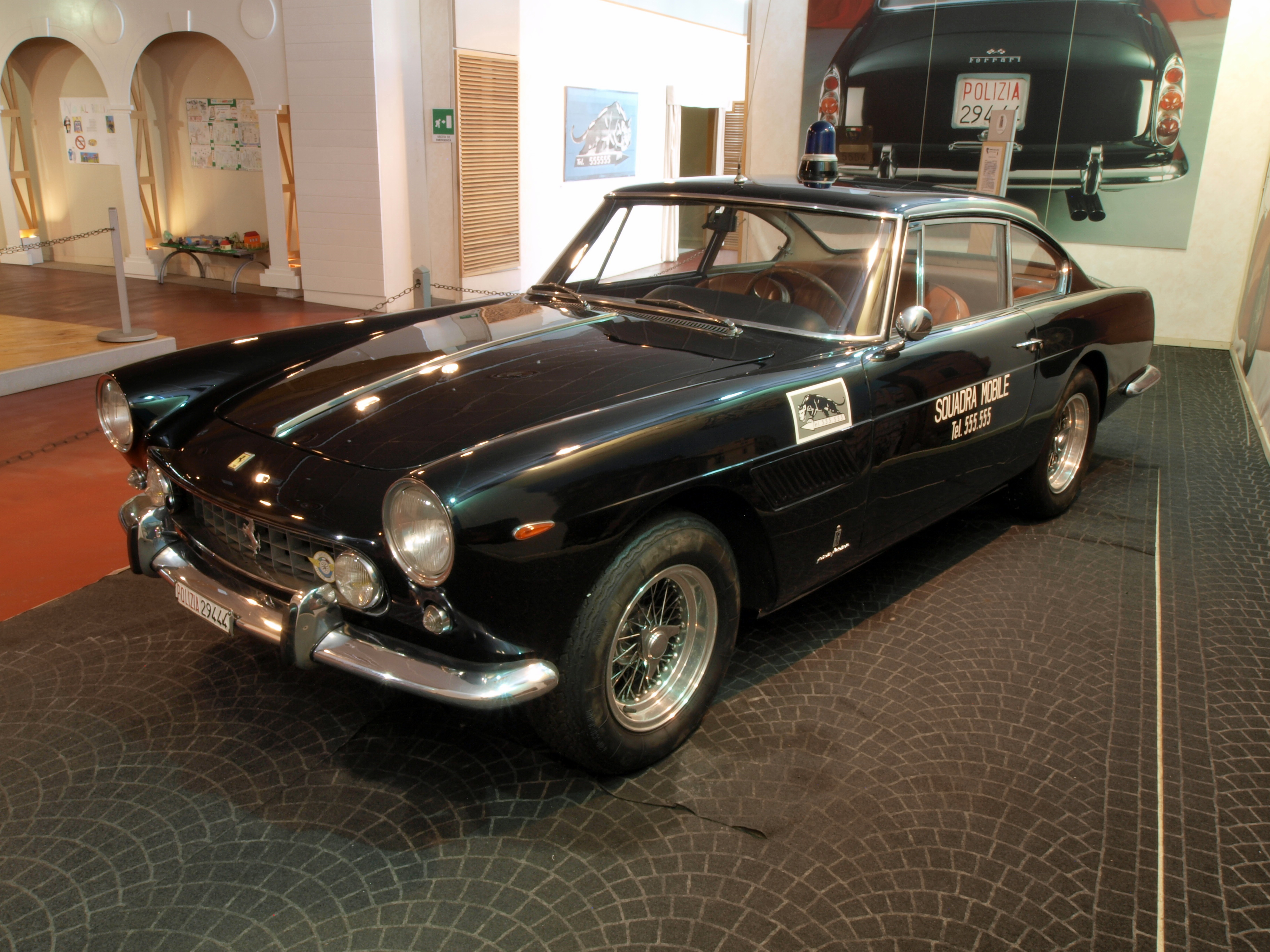
Una rara Ferrari 250 GTE della Polizia, non più in esposizione

Il Museo delle auto della Polizia di Stato, chiamato anche Museo storico delle auto della Polizia di Stato, era un museo con sede a Roma in Italia.

## Descrizione
Il museo custodiva ed esponevai veicoli, come motocicli e soprattutto autoveicoli, utilizzati dal corpo di Polizia di Stato dagli anni 30 fino agli anni 20 del 21º secolo. La mostra è allestita in ordine cronologico, ripercorrendo la storia dei mezzi utilizzati e delle loro evoluzioni, comprendendo circa 80 mezzi; il museo era allocato all'interno degli ex padiglioni della Fiera di Roma. Gran parte dei pezzi esposti in collezione sono Alfa Romeo, ma vi sono anche dei pezzi unici come una Jeep Willis, una Lancia Flaminia, motociclette Guzzi, autovetture Fiat. Il museo è stato aperto nella primavera del 2004, mentre nella primavera del 2023, a causa della indisponibilità dei locali (per cause di inagibilità e di diversa destinazione di uso da parte del proprietario), lo stesso è stato smantellato ed i veicoli trasferiti presso il vicino Autoparco del Ministero dell'Interno, dal quale, in occasione di eventi istituzionali, escono per venire esposti in varie manifestazioni.